# Wilfred Cantwell Smith
Wilfred Cantwell Smith (* 21. Juli 1916 in Toronto; † 7. Februar 2000 ebenda) war ein kanadischer Religions- und Islamwissenschaftler und Theologe. Er gründete 1951 das Institute of Islamic Studies an der McGill University in Montreal und war von 1964 bis 1973 Direktor des Zentrums für das Studium der Weltreligionen an der Harvard University. In seinem 1962 veröffentlichten Werk The Meaning and End of Religion setzte er sich kritisch mit dem Religionsbegriff auseinander und forderte, dass er auf wissenschaftlicher Ebene durch die Begriffe „persönlicher Glaube“ und „kumulative Tradition“ ersetzt werden solle.

## Jugend und Studienjahre
Wilfred Cantwell Smith wuchs in Toronto in einer presbyterianisch orientierten Familie auf, sein Vater war Victor Arnold Smith (* 1883) und seine Mutter Sarah Cory Smith geborene Cantwell. Er hatte noch einen älteren Bruder Arnold Cantwell Smith (1915–1994). Ein sechsmonatiger Aufenthalt mit seiner Mutter in Ägypten 1933 ließ in ihm den Wunsch reifen, als christlicher Missionar im arabischen Raum tätig zu werden. 1934 nahm er an der University of Toronto das Studium der Orientalistik auf. Während der College-Jahre engagierte er sich in verschiedenen ökumenischen Kreisen und beschäftigte sich intensiv mit marxistischer Gesellschaftsanalyse. Nach Erlangung des Bachelor of Arts im Frühjahr 1938 mit einer Arbeit über Kohelet setzte er sein Orientalistik-Studium mit einem Stipendium an der britischen Cambridge University fort. Hier studierte er unter anderem bei Hamilton Alexander Rosskeen Gibb. Eine Dissertation über die gesellschaftliche Situation in Britisch-Indien auf Grundlage der marxistischen Gesellschaftsanalyse wurde wegen der darin enthaltenen antikolonialistischen Untertöne von der Universität jedoch nicht akzeptiert.
Zusammen mit Muriel McKenzie Struthers (1917–2010), die er 1939 geheiratet hatte, brach Smith 1940 zu einem mehrjährigen Aufenthalt nach Britisch-Indien auf, der zunächst noch über das kanadische Stipendium finanziert war. 1941 wurde er vom Canadian Overseas Mission Council zum "Repräsentanten unter Muslimen" ernannt, womit seine Finanzierung für die nächsten Jahre gesichert war. 1943 veröffentlichte er in Lahore unter dem Titel Modern Islam in India eine überarbeitete Version seiner in Cambridge abgelehnten Dissertation. Bis 1945 wirkte er als Dozent für indische und islamische Geschichte am Forman Christian College in Lahore, das zur University of the Punjab gehörte. Nach Ende des Zweiten Weltkriegs kehrte Smith nach Nordamerika zurück, um bei Philip Khuri Hitti zu promovieren. 1948 wurde ihm für seine Dissertation The Azhar Journal: Survey and Critique über die in Kairo erscheinende islamische Monatsschrift Azhar-Zeitschrift (Maǧallat al-Azhar) der Ph.D.-Titel verliehen.

## Professor für Comparative Religion an der McGill-Universität
Nach einer ausgedehnten Forschungsreise durch verschiedene islamische Länder mit einem Stipendium der Rockefeller Foundation wurde Smith 1949 auf den neu gegründeten Lehrstuhl für Vergleichende Religionswissenschaft (Comparative Religion) an der McGill University in Montreal berufen. Von Anfang an bemühte er sich um eine stärkere Einbindung islamwissenschaftlicher Studien in das Curriculum der Universität. 1951 konnte er mit Hilfe der Rockefeller Foundation an der Universität ein islamwissenschaftliches Institut ins Leben rufen, das er als erster Direktor leitete. Zu den Mitarbeitern und Gastwissenschaftlern, die er in die Arbeit des Instituts einbeziehen konnte, gehörten Fazlur Rahman, Jacques Waardenburg, Toshihiko Izutsu und Ismail Faruqi. 1957 veröffentlichte er seine Monographie Islam in Modern History, in der er nach Art einer Bestandsaufnahme die damalige Situation des Islams beschrieb, wobei er dem arabischen Raum, der Türkei, Pakistan und Indien jeweils ein eigenes Kapitel widmete.
Smith beschäftigte sich in dieser Zeit besonders intensiv mit Begriffsgeschichte. So zeigte er 1960 in einem Vortrag in Moskau auf, dass der Begriff Scharia in frühen islamischen Texten fast gar nicht auftaucht und auch in islamischen Bekenntnisschriften keine konstitutive Rolle spielte. In einem Vortrag, den er 1958 an der Universität London hielt, verfolgte er die Begriffsentwicklung von Islām. Darin kam er zu dem Ergebnis, dass der Begriff "Islām" im Laufe der Jahrhunderte den Bezug zu Gott verloren habe, und zwar durch einen allmählichen Bedeutungswandel weg von "persönlicher Frömmigkeit" über die Bezeichnung für ein Religionssystem hin zum Begriff für eine Zivilisation. In einer anderen Veröffentlichung aus dieser Zeit kritisierte er die in der westlichen Orientalistik vorherrschende Vorstellung vom Islam als Religion mit einem festen, unveränderlichen Wesenskern.

## The Meaning and End of Religion(1962)
In seinem 1962 veröffentlichten Werk The Meaning and End of Religion wandte Smith seinen Ansatz der historischen Begriffskritik auf den Religionsbegriff an. Ziel war es ihm, die Gewohnheit zu hinterfragen, Religion als etwas zu betrachten, das in den Einzelreligionen (Hinduismus, Buddhismus etc.) konkrete Form annimmt. Ursprünglich, so Smith, habe das lateinische Wort religio eine innere Ausrichtung der Frömmigkeit gekennzeichnet. Erst im 17. Jahrhundert habe sich der Religionsbegriff von individueller Frömmigkeit hin zur Bezeichnung eines Systems von Glaubensvorstellungen und Dogmen verschoben. Um die Wende zum 20. Jahrhundert sei schließlich "Religion" zur Bezeichnung für ein historisch-gesellschaftliches Phänomen mit geographischer Ausbreitung und zeitlicher Entwicklung geworden, über das dann entsprechend die neue Disziplin der Religionswissenschaft eine Fülle von Daten sammelte. Diesen Prozess bezeichnet Smith als Prozess der Reifikation von Religion.
In den meisten nicht-westlichen Kulturen hat es nach Smith dagegen keine Vorstellung von "Religion" im Sinn eines organisierten Systems gegeben, sondern nur Äquivalente zum Begriff der "Religiosität" oder Frömmigkeit (zum Beispiel Bhakti). Die einzige nicht-westliche Kultur, die von Anfang an über einen Religionsbegriff verfügte, ist seiner Auffassung nach der Islam, in dessen Gründungsschrift, dem Koran, bereits an mehreren Stellen der aus dem iranischen Sprachraum übernommene Begriff dīn für die eigene Religion verwendet wird (z. B. 3:19; 3:84) und auch andere religiöse Ausrichtungen damit bezeichnet werden. Aufgrund dessen stellt der Islam für Smith einen Sonderfall („special case“) dar. Da aber Islām ursprünglich nur "gehorsame Unterwerfung" bedeute, ansonsten aber nicht inhaltlich gefüllt gewesen sei (auch nicht bei den klassischen Exegeten wie at-Tabarī), könne auch hier festgestellt werden, dass am Anfang nicht ein System religiöser Vorstellungen und Gebote gestanden habe, sondern nur eine bestimmte persönliche Haltung. Der Prozess der Reifikation habe beim Islam erst erheblich später eingesetzt, nämlich in der Zeit des Kolonialismus als apologetische Reaktion auf den Druck des Westens, und zwar so intensiv, dass der Islam in der Gegenwart als die am meisten reifizierte Religion betrachtet werden könne.
Aus seinen Befunden zur Entwicklung des Religionsbegriffs zog Smith die Konsequenz, dass dieser aufgrund seiner reifizierenden Konnotationen gänzlich ungeeignet sei, um religiöses Erleben in seiner Dynamik angemessen zu verstehen. Um dieser Aufgabe gerecht zu werden, müsse die Religionswissenschaft zwischen persönlichem Glauben (personal faith) und kumulativer Tradition (cumulative tradition) unterscheiden. Ersteres bedeute eine innere religiöse Erfahrung, letzteres die Gesamtheit objektiver Daten, in denen sich das vergangene religiöse Leben einer bestimmten Gemeinschaft manifestiert (Tempel, Schriften, theologische Systeme, Bräuche, Mythen usw.). Nachdem die Vergleichende Religionswissenschaft ein Jahrhundert lang die verschiedenen kumulativen Traditionen studiert habe, sei es nun die Aufgabe, den persönlichen Glauben der Menschen, dem diese Traditionen gedient haben, zu entdecken.

## Weitere Karriere
The Meaning and End of Religion war Smiths einflussreichstes Werk. Zwei Jahre später wurde er auf den Lehrstuhl für Weltreligionen an der Universität Harvard berufen, der mit der Leitung des "Zentrums für das Studium der Weltreligionen" verbunden war. Seine Arbeit in Harvard kreiste in besonderer Weise um den Begriff des Glaubens sowie um die Frage, wie menschliche Religionsgeschichte trotz aller Unterschiede als Einheit begriffen werden kann. 1967 wurde Smith in die American Academy of Arts and Sciences gewählt. 1974 wechselte er an die Dalhousie University in Halifax, wo er das Department of Religion aufbaute. 1978 kehrte er nach Harvard zurück, wo er Vorsitzender des interdisziplinären Komitees "The Study of Religion" wurde. Nach seiner Emeritierung im Jahre 1985 wurde er zum senior research associate am Trinity College der University of Toronto ernannt.

## Kritik
Der methodische Ansatz von Smith wurde schon ab den 1970er Jahren von mehreren Seiten zum Teil heftig kritisiert (unter anderem von Per Kværne und Ninian Smart). Der ägyptische Religionsgelehrte Ismail Raji al-Faruqi, der eine Zeit lang mit Smith zusammengearbeitet hatte, warf 1973 Smith in einem Aufsatz vor, dass er nur aufgrund einer vorgefassten Meinung (preconvinced argument) dem Islam eine unveränderliche feste Essenz abgesprochen habe. Aus der Tatsache, dass der Begriff islām "Unterwerfung" bedeute, könne nicht geschlossen werden, dass damit nicht auch ein religiöses System gemeint sei. Al-Faruqi zufolge hat der Prozess der Reifikation beim Islam schon zu Lebzeiten des Propheten Mohammed selbst stattgefunden und zwar bei dessen Abschiedswallfahrt im Jahre 632, als dieser, wie es überliefert wird, den Wortlaut von Sure 5:4 verkündete: "Heute habe ich Eure Religion vollendet [...] und ich bin damit zufrieden, dass ihr den Islam als Religion habt."

## Publikationen (Auswahl)
- Modern Islam in India: A Social Analysis. (1943, 1946, 1963), Victor Gollancz, London, ISBN 0-8364-1338-5
- The Muslim League. 1942–1945 (1945) Minerva Book Shop,
- Pakistan as an Islamic State: Preliminary Draft. Shaikh Muhammad Ashraf, (1954)
- Islam in Modern History: The tension between Faith and History in the Islamic World (1957), Princeton University Press 1977, ISBN 0-691-01991-6
- The Meaning and End of Religion: A New Approach to the Religious Traditions of Mankind. (Macmillan, 1962), Fortress Press 1991, ISBN 0-8006-2475-0
- The Faith of Other Men (1963), Dutton, ISBN 0-453-00004-5.
- Questions of Religious Truth. (1967), Scribner
- Religious Diversity: Essays. (1976), Harper Collins ISBN 0-06-067464-4
- Belief and History. (1977), University of Virginia Press 1986, ISBN 0-8139-1086-2
- On Understanding Islam: Selected Studies editor. Mouton Publishers, The Hague 1981, ISBN 90-279-3448-7.
- Scripture: Issues as Seen by a Comparative Religionist. (1985) Claremont Graduate School,
- Towards a World Theology: Faith and the Comparative History of Religion (1989) Macmillan paperback, ISBN 0-333-52272-9,
- What Is Scripture? A Comparative Approach. Fortress Press 1993, ISBN 0-8006-2608-7
- Patterns of Faith Around the World. Oneworld Publications 1998, ISBN 1-85168-164-7
- Faith and Belief. Princeton University Press 1987, ISBN 0-691-02040-X
- Believing. Oneworld Publications 1998, ISBN 1-85168-166-3